# Kik
Kik (srbsky Кик) je malá, téměř zaniklá vesnička v Chorvatsku v Licko-senjské župě, spadající pod opčinu Lovinac. V roce 2021 zde trvale žilo 8 obyvatel. V roce 1991 tvořili naprostou většinu obyvatelstva Srbové.
Ještě v roce 1921 byl Kik obvyklou vesnicí, ve které žilo celkem 365 obyvatel. K výraznému snížení počtu obyvatel došlo mezi lety 1931 a 1948, kdy se počet obyvatel snížil z 358 obyvatel na 231. Mezi lety 1948 až 1961 byl počet obyvatel víceméně stejný, poté se však začal snižovat. Asi k nejdrastičtějšímu poklesu obyvatelstva došlo mezi lety 1991 a 2001, kdy se počet obyvatel ze 126 obyvatel snížil na pouhé 3 obyvatele a vesnice tak přišla o téměř 98 % svého obyvatelstva; příčinou tohoto výrazného úbytku obyvatel byla pravděpodobně válka v Jugoslávii.
Těsně u Kiku prochází chorvatská dálnice A1. V blízkosti Kiku se na ni také napojuje silnice D522, vedoucí do Udbiny. V blízkosti Kiku také prochází župní silnice Ž5165. Severovýchodně od Kiku se nachází kamenolom, západně vrchol Zir (850 m n. m.). Podle osady byl pojmenován vrchol Kikova greda (772 m n. m.), nacházející se severovýchodně od vsi.
Nejbližšími vesnicemi jsou Gornja Ploča a Vranik. Blízko, asi 5 km jihovýchodně od Kiku se také nachází sídlo občiny, Lovinac.
Dříve se Kik řadil do občiny Gračac.